# Aldeia da Mata
Aldeia da Mata es una freguesia portuguesa del concelho de Crato, con 37,25 km² de superficie y 482 habitantes (2001). Su densidad de población es de 12,9 hab/km².